# 王维平 (歌唱家)
王维平（1963年3月—），男，安徽巢湖人，中共党员，中国男中音歌唱家，国家一级演员。

## 生平
王维平本科毕业于安徽师范大学音乐学院，后在上海音乐学院研究生学习并结业。曾任杭州师范大学教授、硕士生导师。现任浙江音乐学院声歌系党总支书记、执行主任，教授、硕士生导师。

## 奖励
曾获全国城市电视台音乐电视比赛铜奖，第二届聂耳、冼星海全国声乐比赛铜奖，第七届全国青年歌手电视大奖赛优秀奖，首届中国音乐金钟奖银奖等奖励。

## 社会兼职
中国声乐家协会副主席，浙江省声乐专业委员会副主任，中国音乐家协会会员。